# Eileen Joyce
Eileen Alannah Joyce CMG (* 1. Januar 1912 in Zeehan, Tasmanien, Australien; † 25. März 1991 in Redhill, England) war eine australische Pianistin.

## Leben
Eileen Joyce, deren Talent als Pianistin von Percy Grainger bereits im Kindesalter entdeckt wurde, begann 1927 ein Studium bei Artur Schnabel und Robert Teichmüller am Konservatorium Leipzig. 1930 wurde sie dem Dirigenten Henry Wood vorgestellt, der ihr Debüt als Konzertpianistin bei einem seiner bekannten Promenadenkonzerte arrangierte. In der Folgezeit wurde sie sowohl eine bekannte Konzertpianistin als auch eine anerkannte Pianistin für Radiokonzerte. Während des Zweiten Weltkrieges trat sie gemeinsam mit dem London Philharmonic Orchestra unter der Leitung des Dirigenten Malcolm Sargent in zahlreichen von den Bombardements der deutschen Luftwaffe zerstörten Städte Großbritanniens auf.

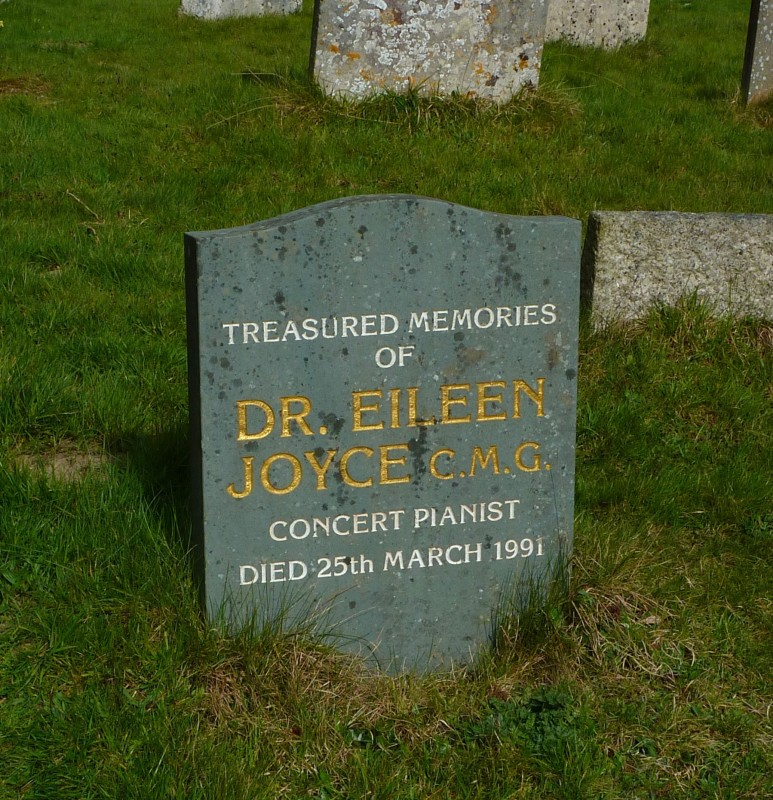
Joyces Grab in Limpsfield, Surrey

Nach Kriegsende unternahm sie an der Seite zahlreicher namhafter Orchester weltweite Konzerttourneen, bei denen sie ihr Repertoire von über fünfzig Klavierkonzerten und weiterer musikalischer Programme aufführte. Zu ihrem Repertoire gehörten Stücke von Johann Sebastian Bach, Ludwig van Beethoven, Frédéric Chopin, Ernst von Dohnányi, Enrique Granados, Edvard Grieg, John Ireland, Felix Mendelssohn Bartholdy, Wolfgang Amadeus Mozart, Sergei Rachmaninow, Maurice Ravel, Dmitri Dmitrijewitsch Schostakowitsch, Cyril Scott, Alexander Nikolajewitsch Skrjabin, Joaquín Turina, die sie auf zahlreichen Plattenlabel auch veröffentlichte.
Darüber hinaus wurde sie durch ihre Arbeit für Filmmusiken bekannt wie beispielsweise für Begegnung (1945), für den sie Sergei Rachmaninows 2. Klavierkonzert einspielte, und Der letzte Schleier (The Seventh Veil, 1945) sowie für Wherever She Goes (1951), einer Verfilmung ihrer eigenen Kindheit. 1951 machte sie darüber hinaus Schlagzeilen, als sie in Lincolnshire ein Pferd vor dem Schlachthof rettete, nachdem der Besitzer einen Lastwagen angeschafft hatte. Nachdem sie sich 1960 zunächst als Konzertpianistin zurückgezogen hatte, unternahm sie 1967 erneut eine Konzerttournee.
Joyce war zweimal verheiratet. Ihr erster Mann, von dem sie zu diesem Zeitpunkt getrennt lebte, fiel im Zweiten Weltkrieg. Aus dieser Ehe ging ein Sohn hervor. Den zweiten Mann, mit dem sie seit 1942 zusammenlebte, heiratete Joyce kurz vor seinem Tode im Jahre 1978.
Zu ihren Ehren benannte ihre Geburtsstadt Zeehan den Eileen Joyce Memorial Park nach ihr. Ihr reichhaltiger Nachlass aus Konzertprogrammen, Schallplattenaufnahmen, Tagebüchern und vielem mehr befindet sich im Callaway Centre der University of Western Australia. Ferner erhielt sie verschiedene Ehrendoktorwürden und wurde 1981 zum Companion des Order of St. Michael and St. George (CMG) ernannt.

## Diskografie (Auswahl)
- Sonata in C minor, op. 13 („Pathetique“), Decca Records
- Etude in E major, op. 10, no. 3, Columbia Records
- Jeux d'eau, Columbia Records
- Ballade no. 3 in A flat major, op. 47, Columbia Records
- Bagatelle, op. 33, no.2, Columbia Records
- Für Elise, Columbia Records
- Sonata in C major (K. 309), Columbia Records
- Piano concerto no. 1 in G minor op. 25, Decca Records
- Rustle of spring – op. 32 no. 3. Scherzo impromptu – op. 73 no. 2, Parlophone
- Rapsodia sinfonia, Parlophone
- Rondo in A major – opus K 386, Parlophone
- Lotus land und Danse nègre, Odeon
- La maja y el ruisenor, Odeon
- Prélude in Es-Dur, op. 23, Nr. 6. Prélude in c-moll, op. 23, Nr. 7, Odeon
- Rhapsodie in C-Dur, op. 11, Nr. 3, Odeon
- Präludium und Fuge A-moll, Odeon
- Concerto in E flat major : for pianoforte and orchestra, Columbia Records
- Prelude no. 9 in E major / Prelude no. 10 in C sharp minor, Columbia Records
- Concerto for piano and orchestra (op. 35), Columbia Records